# Клатч (сумка)
Клатч, или клач (англ. clutch — схватить) — маленькая элегантная сумочка-конверт. У клатча может быть маленькая ручка, но обычно его носят под мышкой или обхватив ладонью. Изготавливается из высококачественных материалов (например, крокодиловой или змеиной кожи), украшается золотом, жемчугом, стразами и перьями.

## История
Особую популярность клатч получил в 1920—1930-е годы.
После Второй мировой войны клатч возродил к жизни Кристиан Диор.
В последние годы клатч вновь оказался на пике моды.

## Описание
Сегодня клатч — сумка не только для вечерних выходов в свет. Клатчи носят днём, сочетая их как с платьями и юбками, так и с брюками и джинсами. Чаще всего это клатчи, которые значительно выросли в размерах и порой доходят до параметров средней сумки. Но, несмотря на это, их по-прежнему носят в руке, прижав к боку и подпирая ладонью дно. Изготавливаются «будничные» клатчи из натуральной и искусственной кожи, различных тканей и даже мягкого прозрачного пластика.
Но и классические маленькие вечерние клатчи не собираются сдавать своих позиций. Из сезона в сезон дизайнеры предлагают все новые виды клатчей. В качестве декора выступают драгоценные и полудрагоценные камни, стразы, бисер, бусины, кристаллы, перья, бантики, ленточки, а также всевозможные металлические элементы.